# Trò chơi năm 1997
Trang này liệt kê các board game,  card game, wargame, miniatures game, và trò chơi nhập vai tabletop xuất bản năm 1997.  Đối với trò chơi điện tử, xem Trò chơi điện tử năm 1997.

## Trò chơi được phát hành hoặc phát minh năm 1997
- Aliens vs. Predator Collectible Card Game
- American Megafauna
- Babylon 5 Collectible Card Game
- Bohnanza
- Checkpoint
- Close Action
- Colossal Arena
- Dark Eden
- Delta Green (role-playing game supplement)
- Dune Collectible Card Game
- Dzikie Pola (trò chơi nhập vai)
- Fluxx
- Imajica
- In Nomine (trò chơi nhập vai)
- LionHeart (Strategy, Wargame)
- Monster Collection
- Multiverser (trò chơi nhập vai)
- Primordial Soup
- Rat-a-Tat Cat
- Shadowrun: The Trading Card Game
- Spaceopoly
- Tigris and Euphrates
- Trinity (trò chơi nhập vai)
- Warlords
- Werewolf: The Wild West (trò chơi nhập vai)

## Giải thưởng trò chơi được trao năm 1997
- Spiel des Jahres: Mississippi Queen - Werner Hodel, Goldsieber
- Games: Quoridor

## Sự kiện lớn liên quan đến trò chơi năm 1997
- Eden Studios, Inc. được thành lập bởi George Vasilakos và M. Alexander Jurkat.
- TSR, Inc., chủ sở hữu của Dungeons & Dragons trò chơi nhập vai tabletop, được chiếm hữu bởi Wizards of the Coast.

## Chết
| Ngày       | Tên           | Tuổi | Chức vụ                            |
| ---------- | ------------- | ---- | ---------------------------------- |
| 30 tháng 1 | Ulrich Kiesow | 47   | Nhà thiết kế trò chơi nhập vai Đức |